# إسراء بيزين بيلجين
إسراء بيزين بيلجين (بالتركية: Esra Bezen Bilgin)‏ (ولدت في عام 1973 في مدينة أنقرة) ممثلة مسرحية وسينمائية.
تخرجت إسراء بيزين من قسم المسرح بالمعهد الموسيقي للدولة بأنقرة في جامعة هاستيب. ومنذ عام 1997 شغلت إسراء بيزين منصباً في مسرح المدينة بإزمير ومثلت في العديد من المسرحيات. وعلاوة على ذلك مثلت إسراء بيزين في مختلف المسرحيات في إخراجات مستقلة بذاتها وفي مسرح الجيل الجديد. وفي عام 2004 بدأت إسراء بيزين مسيرتها السينمائية بفيلم بعنوان «أنا خائف يا أمي» حيث أخرجه رها إردم.
وتلقت إسراء بيزين تعلماً حول تصميم لعب الأطفال. وشغلت منصب مساعد مخرج في مسرحيات الدمية المتحركة مثل «نصر الدين هوجا ، كان هناك لا يوجد ، Kuva-yı Milliye».
تزوجت إسراء بيلجين بالمخرج المسرحي محمد إيرجن وأنجبت منه غلام يُدعى «جاجا».

## بعضالمسرحياتالتي مثلتها
•	الملك لير: وليم شكسبير – مسرح المدينة بإزمير – 2012
•	وحينما ذهب القلب أصبح هناك فراغاً كما سبق، لكن الآن هو جيد: لوسي كيركوود – مسرح تاليمهانا – 2011
•	السلطان كوسم (مسرحية): توران أوفلاز أوغلو – مسرح المدينة بإزمير – 2011
•	البيانو (مسرحية): يريفور غريفيث – مسرح تاليمهانا – 2010
•	شكل الأشياء – مسرح الجيل الجديد الفني – 2007
•	خادم السيدين: كارلو جولدوني – مسرح المدينة بإزمير – 2007
•	إما يعيش إما يعيش إما لا يتمكن من الحياة: عزيز نسين – مسرح المدينة بإزمير – 2004
•	البيت السعيد: إمري كوييونجو أوغلو – مؤسسة الفن الثقافية بإسطنبول – 2004
•	مجنون الحب: سام شيبرد – مسرح الجيل الجديد الثقافي – 2003
•	لعبة العزيز: عزيز نسين – مسرح المدينة بإزمير – 2003
•	مُرهقي الأحمر: أوزن يولا – مسرح المدينة بإزمير – 2002
•	نقطة الربيع: وليم شكسبير – مسرح المدينة بإزمير – 2002
•	التشنجات: سارة كين – مؤسسة الفن الثقافية بإسطنبول – 2002
•	لعبة شهناز: تورجوت أوزاكمان – مسرح المدينة بإزمير – 2001
•	البخيل: موليير: مسرح المدينة بإزمير – 2000
•	وتستمر الحياة: أوزن يولا – مسرح المدينة بإزمير – 2000
•	أوبرا البنسات الثلاث: برتولت بريخت – مسرح المدينة بإزمير 1999
•	التغلب على سيادة المنزل: جونجور ديلمن – مسرح المدينة بإزمير – 1998
•	حظر التجول: جيوان كانوفا – مسرح المدينة بإزمير – 1998
•	روبرتو زوكو: برنارد ماري كولتيس – مسرح المدينة بإزمير – 1998
•	ليسيستراتا: أريستوفان – مسرح المدينة بإزمير – 1998
•	حوادث المطبخ: بيريهان ماغدين – مسرح المدينة بإزمير – 1997
•	هاملت: وليم شكسبير – مسرح المدينة بإزمير – 1997

## فيلموغرافيا

### مسيرتهاالفنية
•	أخاف يا أمي: رها إردم – 2003
•	سيلسيلا – 2013
•	المثاليين: رامين ماتان – 2013

## جوائزها
•	جائزة الممثلة المستحقة للإعجاب بجوائز المؤسسة الفنية بأنقرة لعام 1999 عن مسرحية ليسيستراتا
•	جائزة أفضل ممثلة بجوائز صدري أليشيك لعام 2005 عن مسرحية مجنون الحب
•	جائزة أفضل ممثلة بالعام بجوائز مسرح عفيفة السادس عشر عن مسرحية حينما ذهب القلب كان هناك فراغا كما قبل ولكن هو الآن جيد – مسرح تاليمهانا
•	جائزة أفضل ممثلة بالعام بجوائز صدري أليشيك السابع عشر عن مسرحية حينما ذهب القلب كان هناك فراغا كما قبل ولكن هو الآن جيد – مسرح تاليمهانا
•	جائزة أفضل ممثلة بالعام بجوائز اتحاد النقاد التركيين لعام 2011 – 2012 عن مسرحية حينما ذهب القلب كان هناك فراغا كما قبل ولكن هو الآن جيد – مسرح تاليمهانا
•	جائزة أفضل ممثلة مساعدة بمهرجان أفلام كوزا الذهبي الواحد والعشرو عن فيلم سيلسيلا – عام 2014

## وصلات خارجية
- إسراء بيزين بيلجين على موقع IMDb (الإنجليزية)
- إسراء بيزين بيلجين على موقع ألو سيني (الفرنسية)
- إسراء بيزين بيلجين على موقع قاعدة بيانات الفيلم (الإنجليزية)
- إسراء بيزين بيلجين على موقع كينوبويسك (الروسية)

- إسراء بيزين بيلجين في قاعدة البيانات على الإنترنت